# Scene it? Filmtoppen
Scene It? Filmtoppen är titeln på ett spel avsett att användas tillsammans med en Xbox 360. Spelet använder sig av ett antal specialgjorda trådlösa handkontroller som till utseendet påminner mycket om handkontrollerna som används till spelserien Buzz!. Spelet är med svenska röster för att göra det mer familjevänligt och filmklippen är textare. Något föregångare fått kritik för att de inte fanns på svenska. En annan nyhet är att du kan använda din avatar i spelet. Men det accepterades inte av Xboxs skapare så det fick läggas ner.